# Oakes Ames
Oakes Ames (26 de setembre de 1874 - 28 d'abril de 1950, a Ormond Beach, Florida) va ser un biòleg estatunidenc especialitzat en orquídies.
Nasqué dins una família acabalada de "North Easton", Massachusetts, era el fill menor del Governador Oliver Ames. Va assistir a la Universitat Harvard, rebent el seu A.B. el 1898 i el seu A.M. el 1899.
Abans d'Ames, les Orchidaceae estaven molt poc estudiades i classificades. Va fer expedicions a Florida, Carib, Filipines, Amèrica Central i Amèrica del Sud. La seva obra es va publicar en set volums Orchidicae: Il·lustracions i Estudis de la Família Orchidicae.
Ames va formar un extens herbari d'orquídies que donà a Harvard el 1938. El 2008, l' Herbari d'Orquídies d'Oakes Ames conté 131.000 espècimens.